# Rubioideae
Rubioideae Juss., 1789 è una sottofamiglia di piante della famiglia delle Rubiacee.

## Tassonomia
La sottofamiglia comprende le seguenti tribù:
- Tribù Aitchisonieae
  - Aitchisonia Hemsl. ex Aitch.
- Tribù Anthospermeae
  - Anthospermum L.
  - Carpacoce Sond.
  - Coprosma J.R.Forst. & G.Forst.
  - Durringtonia R.J.F.Hend. & Guymer
  - Eleuthranthes F.Muell. ex Benth.
  - Galopina Thunb.
  - Leptostigma Arn.
  - Nenax Gaertn.
  - Nertera Banks ex Gaertn.
  - Opercularia Gaertn.
  - Normandia Hook.f.
  - Phyllis L.
  - Pomax Sol. ex DC.
- Tribù Argostemmateae
  - Argostemma Wall.
  - Leptomischus Drake
  - Mouretia Pit.
  - Mycetia Reinw.
  - Neohymenopogon Bennet
- Tribù Clarkelleae
  - Clarkella Hook.f.
- Tribù Colletoecemateae
  - Colletoecema E.M.A.Petit
- Tribù Coussareeae
  - Bradea Standl.
  - Coccocypselum P.Browne
  - Coussarea Aubl.
  - Cruckshanksia Hook. & Arn.
  - Declieuxia Kunth
  - Faramea Aubl.
  - Heterophyllaea Hook.f.
  - Hindsia Benth. ex Lindl.
  - Oreopolus Schltdl.
- Tribù Craterispermeae
  - Craterispermum Benth.
- Tribù Cyanoneuroneae
  - Cyanoneuron Tange
- Tribù Danaideae
  - Danais Comm. ex Vent.
  - Payera Baill.
  - Schismatoclada Baker
- Tribù Dunnieae
  - Dunnia Tutcher
- Tribù Foonchewieae
  - Foonchewia R.J.Wang
- Tribù Gaertnereae
  - Gaertnera Lam.
  - Pagamea Aubl.
- Tribù Knoxieae
  - Batopedina Verdc.
  - Carphalea Juss.
  - Chamaepentas Bremek.
  - Dirichletia Klotzsch
  - Dolichopentas Kårehed & B.Bremer
  - Knoxia L.
  - Otiophora Zucc.
  - Otomeria Benth.
  - Paraknoxia Bremek.
  - Parapentas Bremek.
  - Pentanisia Harv.
  - Pentas Benth.
  - Phyllopentas (Verdc.) Kårehed & B.Bremer
  - Paracarphalea Razafim., Ferm, B.Bremer & Kårehed
  - Rhodopentas Kårehed & B.Bremer
  - Triainolepis Hook.f.
- Tribù Lasiantheae
  - Lasianthus Jack
  - Paralasianthus H.Zhu[8]
  - Saldinia A.Rich. ex DC.
  - Trichostachys Hook.f.
- Tribù Mitchelleae
  - Damnacanthus C.F.Gaertn.
  - Mitchella L.
- Tribù Morindeae
  - Appunia Hook.f.
  - Coelopyrena Valeton
  - Coelospermum Blume
  - Gynochthodes Blume
  - Morinda L.
  - Siphonandrium K.Schum.
- Tribù Ophiorrhizeae
  - Coptophyllum Korth.
  - Kajewskiella Merr. & L.M.Perry
  - Klossia Ridl.
  - Lerchea L.
  - Neurocalyx Hook.
  - Ophiorrhiza L.
- Tribù Paederieae
  - Buchozia L'Hér.
  - Kelloggia Torr. ex Benth. & Hook.f.
  - Leptodermis Wall.
  - Paederia L.
  - Pseudopyxis Miq.
  - Saprosma Blume
  - Spermadictyon Roxb.
  - Xanthophytum Reinw. ex Blume
- Tribù Palicoureeae
  - Carapichea Aubl.
  - Chassalia Comm. ex Poir.
  - Ditrichanthus Borhidi, E.Martínez & Ramos
  - Eumachia DC.[9]
  - Geophila D.Don
  - Hymenocoleus Robbr.
  - Notopleura (Hook.f.) Bremek.
  - Palicourea Aubl.
  - Puffia Razafim. & B.Bremer
  - Rudgea Salisb.
  - Tromlyca Borhidi[10]
- Tribù Perameae
  - Perama Aubl.
- Tribù Putorieae
  - Plocama Aiton
- Tribù Prismatomerideae
  - Prismatomeris Thwaites
  - Rennellia Korth.
- Tribù Psychotrieae
  - Amaracarpus Blume
  - Anthorrhiza C.R.Huxley & Jebb
  - Calycosia A.Gray
  - Chaetostachydium Airy Shaw
  - Dolianthus C.H.Wright
  - Gillespiea A.C.Sm.
  - Hedstromia  A.C.Sm.
  - Hydnophytum Jack
  - Lecariocalyx Bremek.
  - Myrmecodia Jack
  - Myrmephytum Becc.
  - Peripeplus Pierre
  - Psychotria L.
  - Ronabea Aubl.
  - Squamellaria Becc.
  - Streblosa Korth.
  - Tobagoa Urb.
- Tribù Rubieae
  - Asperula L.
  - Callipeltis Steven
  - Crucianella L.
  - Cruciata Mill.
  - Cynanchica P.Caputo & Del Guacchio
  - Didymaea Hook.f.
  - Galium L.
  - × Galiasperula Ronniger
  - Hexaphylla (Klokov) P.Caputo & Del Guacchio
  - Mericarpaea Boiss.
  - Microphysa Schrenk
  - Phuopsis (Griseb.) Hook.f.
  - Pseudogalium L.E Yang, Z.L.Nie & H.Sun
  - Rubia L.
  - Sherardia L.
  - Thliphthisa (Griseb.) P.Caputo & Del Guacchio
  - Valantia L.
- Tribù Schizocoleeae
  - Schizocolea Bremek.
- Tribù Schradereae
  - Lecananthus Jack
  - Leucocodon Gardner
  - Schradera Vahl
- Tribù Seychelleeae
  - Seychellea Razafim., Kainul. & Rydin
- Tribù Spermacoceae
  - Agathisanthemum Klotzsch
  - Amphiasma Bremek.
  - Amphistemon Groeninckx
  - Anthospermopsis (K.Schum.) J.H.Kirkbr.
  - Arcytophyllum Willd.
  - Astiella Jovet
  - Bouvardia Salisb.
  - Carajasia R.M.Salas, E.L.Cabral & Dessein
  - Carterella Terrell
  - Conostomium (Stapf) Cufod.
  - Cordylostigma Groeninckx & Dessein
  - Crusea Schltdl. & Cham.
  - Denscantia E.L.Cabral & Bacigalupo
  - Dentella J.R.Forst. & G.Forst.
  - Dibrachionostylus Bremek.
  - Diodia L.
  - Dolichometra K.Schum.
  - Debia Neupane & N.Wikstr.
  - Diacrodon Sprague
  - Diadorimia J.A.M.Carmo, Florentín & R.M.Salas
  - Dimetia (Wight & Arn.) Meisn.
  - Dolichocarpa K.L.Gibbons
  - Edrastima Raf.
  - Emmeorhiza Pohl ex Endl.
  - Ernodea Sw.
  - Exallage Bremek.
  - Galianthe Griseb.
  - Gomphocalyx Baker
  - Hedyotis L.
  - Hedythyrsus Bremek.
  - Houstonia Gronov.
  - Hydrophylax L.f.
  - Hexasepalum Bartl. ex DC.
  - Involucrella (Benth. & Hook.f.) Neupane & N.Wikstr.
  - Kadua Cham. & Schltdl.
  - Kohautia Cham. & Schltdl.
  - Lathraeocarpa Bremek.
  - Lelya Bremek.
  - Leptopetalum Hook. & Arn.
  - Leptoscela Hook.f.
  - Lucya DC.
  - Manettia Mutis ex L.
  - Manostachya Bremek.
  - Micrasepalum Urb.
  - Mitracarpus Zucc.
  - Mitrasacmopsis Jovet
  - Martensianthus Borhidi & Lozada-Pérez[11]
  - Merumea Steyerm.
  - Mexotis Terrell & H.Rob.
  - Nodocarpaea A.Gray
  - Neanotis W.H.Lewis
  - Nesohedyotis (Hook.f.) Bremek.
  - Oldenlandia L.
  - Oldenlandiopsis Terrell & W.H.Lewis
  - Paganuccia R.M.Salas[12]
  - Parainvolucrella R.J.Wang[13]
  - Pentodon Hochst.
  - Pentanopsis Rendle
  - Paranotis Pedley ex K.L.Gibbons
  - Phialiphora Groeninckx[14]
  - Phyllocrater Wernham
  - Phylohydrax Puff
  - Polyura Hook.f.
  - Pseudonesohedyotis Tennant
  - Planaltina R.M.Salas & E.L.Cabral
  - Richardia L.
  - Sacosperma G.Taylor
  - Schwendenera K.Schum.
  - Scleromitrion (Wight & Arn.) Meisn.
  - Spermacoce L.
  - Staelia Cham. & Schltdl.
  - Stenaria (Raf.) Terrell
  - Stenotis Terrell
  - Stephanococcus Bremek.
  - Synaptantha Hook.f.
  - Tapanhuacanga Vell. ex Vand.
  - Tessiera DC.
  - Thamnoldenlandia Groeninckx
  - Tortuella Urb.
- Tribù Theligoneae
  - Theligonum L.
- Tribù Urophylleae
  - Amphidasya Standl.
  - Antherostele Bremek.
  - Crobylanthe Bremek.
  - Didymopogon Bremek.
  - Lepidostoma Bremek.
  - Leucolophus Bremek.
  - Pauridiantha Hook.f.
  - Praravinia Korth.
  - Raritebe Wernham
  - Rhaphidura Bremek.
  - Stichianthus Valeton
  - Urophyllum Wall.
- Rubioideae incertae sedis
  - Aphanocarpus Steyerm.[15]
  - Coccochondra Rauschert[16]
  - Coryphothamnus Steyerm.[17]
  - Pagameopsis Steyerm.[18]